# Giuseppe Sabatini (giurista)
Giuseppe Sabatini (Catanzaro, 1911 – Roma, 1976) è stato un giurista e avvocato italiano.
Figlio di Guglielmo, anche lui giurista, Giuseppe Sabatini, nato a Catanzaro nel 1911, fu docente di procedura penale in varie università italiane e nel 1970 ottenne la cattedra all'Università di Roma. Diresse la rivista mensile La giustizia penale. Alla sua morte gli succedette nella cattedra romana Franco Cordero. Come avvocato fece parte del collegio difensivo di importanti procedimenti, tra cui quello, insieme con Adolfo Gatti, del 1964, contro il professor Felice Ippolito, accusato di irregolarità amministrative nella direzione del Comitato Nazionale per l'Energia Nucleare (CNEN). Fece inoltre parte della difesa nel primo processo, del 1966, a carico dei coniugi Yussef e Claire Bebawi, accusati dell'omicidio dell'imprenditore di origine egiziana Faruk Churbagi, amante di Claire, avvenuto a Roma nel gennaio del 1964.
Morì a Roma, a sessantacinque anni, nel 1976.

## Opere (selezione)
- Le forme dell'istruzione nel processo penale, Roma, Scuola Tip. Istituto A. Gabetti, 194.?
- Le questioni pregiudiziali nel processo penale, Roma, Tipografia delle Mantellate, 1941.
- La confisca nel diritto processuale penale, Napoli, E. Jovene, 1943.
- Il pubblico ministero nel diritto processuale penale, 2 voll., Napoli, E. Jovene, 1943-1948.
- Diritto processuale e diritto pubblico, Estr. da: La giustizia penale, Roma, [s.n.], 1947.
- Sulla distinzione tra sentenze e ordinanze, Estr. da: La giustizia penale, Roma, [s.n.], 1947.
- Trattato dei procedimenti incidentali nel processo penale, Torino, UTET, 1953.
- Trattato dei procedimenti speciali e complementari nel processo penale, Torino, UTET, 1956.
- Le contravvenzioni nel Codice penale vigente, Milano, F. Vallardi, 1961.
- La competenza surrogatoria ed il principio del giudice naturale nel processo penale, Milano, A. Giuffrè, 1962.